# هنري فاوغان
هنري فوغان (من مواليد 17 أبريل من عام 1621، وتوفي في 23 أبريل عام 1695) شاعر ميتافيزيقي وكاتب ومترجم وطبيب ويلزي، استخدم اللغة الإنجليزية في كتاباته. يُعرف فوغان -بشكل رئيسي- من خلال الشعر الديني الذي ألفه واحتواه كتاب  »وميض السيليكا « الذي نشر الجزء الأول منه في عام 1950، ونشر الجزء الثاني منه عام 1655. نُشرت قصائد فوغان في عام 1646 -جنبًا إلى جنب مع كتاب »المقطوعة الهجائية العاشرة لجوفينال«- ونُشرت أيضًا في مجلد آخر في عام 1647. استولت كتابات الشاعر الديني جورج هيربرت على فاوغان في تلك الفترة لدرجة تخليه عن كتابة »مقطع الكسل«. تُظهر القصائد النثرية التي تحمل عنوان »جبل الزيتون « أو »العبادات الفردانية «عمق القناعات الدينية عند فاوغان، وأصالة عبقريته الشعرية. نُشر لفاوغان بعد ذلك مجلدان اثنان غير دينيين، دون الحصول على موافقته، لكن، وعلى الرغم من ذلك، لاقت أشعاره الدينية استحسانًا كبيرًا. ترجم فاوغان أعمالًا دينية وأدبية، وعملين طبيين نثريين اثنين. بدأ فاوغان، في فترة ما من خمسينيات القرن السابع عشر، بممارسة مهنة الطب التي رافقته حتى وفاته.

## النشأة
ولد هنري فاوغان في منطقة نيوتن بالقرب من مدينة أوسك، في أبرشية لانزاندفريد (أبرشية القديسة بريدجيت) في مقاطعة بريكناكشير في المملكة المتحدة. كان هنري فاوغان أكبر ابن (معروف النسب) لأب يدعى توماس فاوغان (من مواليد عام 1586، وتوفي عام 1658) الذي يعود بأصله إلى منطقة تريتاور، ولأم هي دينيس جينكن الابنة والوريثة الوحيدة لديفيد وجونليان مورغان، اللذين يعودان بأصلهما إلى لانزاندفريد. كان لفاوغان شقيق توأم فيلسوف وخيميائي يدعى توماس فاوغان. يمكن أن يكون فاوغان على قرابة مع عائلتين ويلزيتين ذواتي سلطة، إحداهما كاثوليكية والأخرى بروتستانتية. كان جد هنري فاوغان لأبيه، يمتلك منزل إقطاعية تريتاور، وكانت جدته لأبيه، فرانسيس، الابنة الطبيعية لتوماس سومرسيت، الذي قضى 24 عامًا من حياته في برج لندن التزامًا منه بعقيدة المذهب الكاثوليكي. تأثر فاوغان بالمذهب الكاثوليكي في فترة طفولته، خصوصًا بعد نجاة والدته من الموت أثناء ولادته. يتشارك فوغان بجذور شجرة عائلته مع عائلة هربرت من خلال ابنة محارب أجنيكورت الشهير دافيد أب ليويلين أو (ديفي جام، المبجل) الذي كان أحد شخصيات شكسبير في مسرحيته التي تحمل عنوان هنري الخامس. لم يُظهر فوغان علمه بقرابته من جورج هيربرت، ولكن، من الممكن بنفس الوقت أن يكون على دراية بصلة القرابة هذه.

## وصلات خارجية
- هنري فاوغان على موقع الموسوعة البريطانية (الإنجليزية)
- هنري فاوغان على موقع ميوزك برينز (الإنجليزية)
- هنري فاوغان على موقع إن إن دي بي (الإنجليزية)
- هنري فاوغان على موقع ديسكوغز (الإنجليزية)

- مؤلفات هنري فاوغان في مشروع غوتنبرغ
- أعمال هنري فاوغان في ليبري فوكس